# 김수천
김수천(金壽天, 1959년 9월 13일 ~ )은 지난날 부산고등법원 예하 판사 등을 지낸 대한민국의 전직 법관(전직 부장판사 출신)이다.

## 주요 경력
그는 1991년 서울지법 동부지원 판사를 시작으로 서울고법 판사, 서울남부지법 부장판사, 서울중앙지법 부장판사 등을 지낸 인물이다. 경남 마산 출신으로 인창고와 연세대 법대 법학과를 나왔다.
김수천(1959년 9월 13일생)은 부장판사 출신이고 현재 구속 수감 중에 있는 인물이다. 인천지방법원 부장판사 시절 그는 재판에 대한 청탁의 대가로 금품을 받았고, 실제로 재판에 부정한 영향력을 행사한 정황이 포착되어 2016년 9월 검찰에 의해 구속되었다. 원래는 수도권 김모 부장판사(이름 비공개)로 보도되었으나, 모 언론사 기자가 ‘김수천’이라는 실명을 공개하자 다른 언론들도 앞다퉈 실명을 공개해 버린 것이다. 결국 ‘김수천’이라는 이름은 언론들에 의해 세상에 알려지게 됐다. 김수천에게는 뇌물수수뿐만 아니라 허위판결문(허위공문서) 작성, 딸(김소연)의 미인대회 부정 1위 등의 흑역사도 있다.

## 이력
경상남도 마산에서 태어나 마산중학교, 인창고등학교를 졸업했다. 1982년에는 연세대학교 법학과에서 학사 학위를 받았다. 제5회 군법무관 임용시험, 1985년 제27회 사법시험에 합격했다. 1988년 제17기 사법연수원을 거쳐 1991년 서울지법 동부지원에서 판사생활을 시작했다. 1993년 서울민사지법 판사, 1995년 창원지법 진주지원 판사, 1996년 창원지법 진주지원 남해시 산청군법원 판사, 1997년 창원지법 진주지원 하동군 사천군법원 판사를 지냈다. 1998년에는 서울지법 남부지원 판사로 임명되었고, 2000년 서울고법 판사, 2001년 부산고법 판사, 2002년 인천지법 판사를 거쳐 2006년에 서울남부지법 부장판사로 승진했다. 2008년 서울중앙지법 부장판사, 2011년 의정부지법 수석부장판사, 2014년부터 인천지방법원 부장판사를 지냈다. 인천지법 부장판사 시절 정운호(前 네이처리퍼블릭 대표)로부터 억대 금품을 수수하여 현직 판사 신분으로 구속되었다.